# Malakiás könyve
Malakiás könyve (Malakiás jövendölése) a Bibliában található úgynevezett tizenkét kisprófétához tartozó protokanonikus könyv. Az utolsó héber irat.

## A szerző
A legtöbb kutató véleménye szerint Malakiás nem valódi név, hanem ismeretlen nevű prófétát jelöl. A mal'aki "követem" vagy "küldöttemet" (3,1) jelent. A fogság után működött prófétáról van szó, aki a Kr. e. 5. század első felében lépett fel, de még Ezdrás és Nehemiás kora előtt.

## A könyv szerkezete
hat azonos felépítésű részre tagolódik, melyek mindegyike tartalmaz egy-egy párbeszédet. A párbeszédek vagy Jahve és a próféta között (aki kérdést intéz a néphez, ill. szemrehányással illeti a népet) vagy a nép ill. képviselői között, akik igazolni próbálják magukat.
- 1,1: Felirat
- 1,2-5: Jahve szeretete Izrael iránt
- 1,6-2,9: Fenyegetés a papok ellen
- 2,10-16: A vegyesházasok és a válók ellen vád
- 2,17-3,5: Az Isten igazságában kételkedők ellen
- 3,6-12: Megpróbáltatások, a templomi tized
- 3,13-21: Az Isten igazságában kételkedők ellen
- 3,23-24: Függelék

## Összefoglalás
A próféta abban az időszakban élhetett amikor a templomépítés lendülete alább hagyott, illetve a templomépítés még nem hozta meg az elképzelt, kívánt üdvösséget. Aggeus és Zakariás prófétai ígéretei még nem teljesültek. Egyre nőtt azok száma, akik nem törődtek Isten parancsaival, mert úgy érezték, hogy Isten félrevezette őket. Malakiás - teljesítve prófétai küldetését - emlékeztette a népet, hogy mit vár el tőlük Isten.